# Rhamphomyia virgata
Rhamphomyia virgata är en tvåvingeart som beskrevs av Daniel William Coquillett 1895. Rhamphomyia virgata ingår i släktet Rhamphomyia och familjen dansflugor. Inga underarter finns listade i Catalogue of Life.